# Hamnholms klobbarna
Hamnholms klobbarna är öar i Finland. De ligger i Skärgårdshavet och i kommunen Kimitoön i den ekonomiska regionen  Åboland i landskapet Egentliga Finland, i den sydvästra delen av landet. Öarna ligger omkring 65 kilometer söder om Åbo och omkring 150 kilometer väster om Helsingfors.
Arean för den av öarna koordinaterna pekar på är 3,1 hektar och dess största längd är 260 meter i öst-västlig riktning.